# Jaylen Smith (chính khách)
Jaylen Smith là chính khách người Mỹ giữ chức Thị trưởng Earle, Arkansas. Ở tuổi 18, anh trở thành một trong những vị thị trưởng trẻ tuổi nhất từng được bầu ở Hoa Kỳ.

## Thân thế và học vấn
Smith tốt nghiệp Trường Trung học Earle vào tháng 5 năm 2022.

## Sự nghiệp chính trị
Năm 2022, với tư cách là ứng cử viên của Đảng Dân chủ, Smith đã thắng cử chức Thị trưởng Earle, Arkansas. Anh giành được 235 phiếu bầu, đánh bại ứng cử viên đối thủ Nemi Matthews chỉ nhận được 185 phiếu bầu. Anh tuyên thệ nhậm chức vào ngày 3 tháng 1 năm 2023. Chiến thắng này đã biến anh trở thành vị thị trưởng Da đen trẻ tuổi nhất trong lịch sử nước Mỹ. Điều này cũng khiến anh trở thành một trong những vị thị trưởng trẻ tuổi nhất thuộc về bất kỳ chủng tộc nào ở Hoa Kỳ.
Những ưu tiên của thị trưởng Smith bao gồm: cải thiện an toàn công cộng và giao thông vận tải, làm đẹp và chỉnh trang nhà ở ít sử dụng, chuẩn bị cho trường hợp khẩn cấp, và giải quyết tình trạng thiếu lương thực ở Earle. Nhằm chuẩn bị cho thời gian lên nắm quyền, đích thân thị trưởng Little Rock, Arkansas là Frank Scott Jr. sẽ đảm nhận việc hướng dẫn Smith.